# Kamptjärnen, Västmanland
Kamptjärnen är en sjö i Hällefors kommun i Västmanland och ingår i Göta älvs huvudavrinningsområde.
Kamptjärnen ligger i Kamptjärnsbrännan Natura 2000-område.